# Palaeolama
Palaeolama és un gènere extint de mamífers artiodàctils de la família dels camèlids que visqueren a les Amèriques des del Pliocè superior fins al Plistocè superior. Se n'han trobat restes fòssils a l'Argentina, Bolívia, el Brasil, El Salvador, l'Equador, els Estats Units, Guatemala, Mèxic, el Paraguai, el Perú, Uruguai, Veneçuela i Xile.
Es creu que Palaeolama i els llames moderns evolucionaren a la regió andina, on desenvoluparen adaptacions al terreny abrupte de la serralada, com ara potes més robustes, metàpodes més curts i epípodes més llargs. Aquests canvis també els haurien resultat útils per fugir dels depredadors en matollars i medis boscosos.